# Башмет Юрій Абрамович
Ю́рій Абра́мович Башме́т (нар. 24 січня 1953, Ростов-на-Дону, РРФСР) — російський альтист, диригент, художній керівник оркестру «Нова Росія» та камерного ансамблю «Солісти Москви», народний артист СРСР (1991). Голова журі Першого міжнародного конкурсу альтистів у Москві. Президент Міжнародного благодійного фонду, що присуджує щорічні премії імені Шостаковича. Засновник музичного фестивалю в місті Тур (Франція) і президент музичного фестивалю на острові Ельба. 

## Біографія
У 1971 році закінчив Львівську спеціальну музичну школу, в 1976 році — Московську консерваторію, клас Федора Дружиніна. У 1972 році придбав альт майстра Паоло Тесторе (1758), на якому грає до сьогодні. Розпочав активну концертну діяльність після перемог на міжнародних конкурсах в Будапешті (1975), та в Мюнхені (1976). 
З 1978 року викладає у Московській консерваторії (з 1988 — доцент, з 1996 — професор)
11 березня 2014 року підтримав Російську агресію в Криму, підписавши колективне звернення до російської громадськості «Діячі культури Росії — на підтримку позиції Президента по Україні та Криму».

## Відзнаки і нагороди
Нагороджений орденами «За заслуги» Росії, Італії, Офіцер орденів Почесного легіону та літератури і мистецтва (Франція), лавреат Державних премій СРСР (1986) та Росії (1994, 1966).
Башмет Юрій став лавреатом музичної премії «Греммі». За підсумками голосування 20 тисяч членів Американської академії звукозапису, цю премію Юрієві Башмету та його камерному оркестру Солісти Москви вручили за виконання творів Сергія Прокоф'єва й Ігоря Стравинського.
19 січня 2025 року позбавлений усії державних нагород України.

## Ставлення до України
У березні 2014 року підписав листа на підтримку позиції президента Росії щодо російської військової інтервенції в Україну.

### Реакція України на таке ставлення
13 березня 2014 року вчена рада Львівської національної музичної академії імені Миколи Лисенка ухвалила рішення позбавити Юрія Башмета титулу почесного професора академії:
| «Поставивши свій підпис під зверненням на підтримку військової агресії проти країни де він виріс, Юрій Башмет засвідчив, що він не гідний не лише голосних титулів, а й величного наймення «Маестро»/ |